# Gonçalo Delgado
Gonçalo Delgado (Braga, 11 de Outubro) é um fotojornalista português que, de acordo com o seu site oficial, iniciou a sua carreira profissional em 2006.
Divide seu tempo entre fotografia documental e spot news. Desde 2011 que se concentra em projetos a longo termo e fotojornalismo documental na Europa, desenvolvendo temas relacionados com a condição humana, mas não exclusivamente.
Gonçalo Delgado é embaixador europeu para a fotografia da Sony e também embaixador da Koylab.

## Vida e obra
Proveniente de uma família com uma forte tradição de fotografia jornalística, é filho do malogrado fotojornalista José Delgado, conhecido por ter fotografado a Revolução dos Cravos em Braga, e irmão de Hugo Delgado, também fotojornalista. 
Estudou no Instituto Português de Fotografia, no Porto.
Conta com trabalho publicado em alguns dos mais reputados órgãos de comunicação social internacionais, dos quais se destacam a Wall Street Journal, Telegraph, Paris Match, The Guardian, Seattle Times, Le Monde, El País, La Repubblica, Le Figaro, entre muitos outros, bem como em diversos títulos de comunicação social em Portugal, de onde se destacam o Expresso, Jornal de Negócios, Jornal de Notícias, O Jogo, A Bola, Diário de Notícias, entre outros. Atualmente colabora regularmente com a National Geographic e com o jornal Público.
Foi convidado pelo Presidente da República Portuguesa Marcelo Rebelo de Sousa para integrar o livro de comemoração do segundo ano de mandato com as suas fotografias.
Em 2020, fez parte do projeto coletivo "EverydayCovid", a maior iniciativa de fotojornalismo nacional com as funções de fotojornalista, editor e curador.
Em 2021, foi designado para cobrir oficialmente a Presidência Portuguesa do Conselho da União Europeia, captando os seus momentos mais importantes como parte da equipa de comunicação.
Também em 2021, trabalhou com o Ministério da Cultura - GEPAC - Gabinete de Estratégia, Planeamento e Avaliação Culturais na cobertura de eventos.
Fundou em 2016 a Low Light Press, agência de fotografia e vídeo documental. Foi Fotojornalista da WAPA, Corbis Images e  colaborou ao longo dos anos com as agências Global Imagens, Agência Lusa, EPA - European Pressphoto Agency, Cofina e Impresa.
Foi um dos fotógrafos oficiais de Braga - Capital Europeia da Juventude em 2012 e também colaborador de Guimarães - Capital Europeia Cultura, no mesmo ano. 
Recorrentemente dá palestras e conferências sobre fotografia e fotojornalismo de onde podemos destacar o aclamado TEDx.
Conta com inúmeras exposições em território nacional e internacional, quer em nome pessoal como em coletivo, bem como imagens em coleções privadas e no espólio histórico do Município de Braga.
Ao longo dos anos tem vindo a lecionar inúmeros workshops de fotografia e fotojornalismo, em nome individual e em parceria com inúmeras entidades, bem como professor da cadeira de Fotojornalismo do Mestrado de Comunicação Social da Universidade do Minho.

## Prémios e reconhecimento
- 2013 - Nikon International Photo Contest - Retrato
- 2015 - Prémio Internacional de Fotojornalismo Estação Imagem - Desporto- com o projeto documental - “Multifaceted Human Evolution”
- 2016 - Prémio Internacional de Fotojornalismo Estação Imagem - Vida Quotidiana com o projeto “Winter Nomadism”.
- 2017 - Prémio Internacional de Fotojornalismo Estação Imagem - Ambiente - com a reportagem “Inferno”
- 2018 - Prémio Internacional de Fotojornalismo Estação Imagem - Artes e Espetáculos com o projeto documental de 12 anos “Under God’s Shadow”
- 2018 - Prémio Internacional de Fotojornalismo Estação Imagem - Bolsa - “What The Land Gives Us”[8]
- 2021 - Prémio Internacional de Fotojornalismo Estação Imagem - Reportagem do Ano com a cobertura do panorama Covid19 em Portugal com o projeto “ReGenesis”.[9]